# Le Bravo (Titien)
Le Bravo est une peinture à l'huile sur toile du Titien, datant d'environ 1520 et conservée au Kunsthistorisches Museum de Vienne.

## Histoire
Le peintre italien Carlo Ridolfi en 1648 a cité un Caius Luscius attaquant Clelius Plodius à propos de Giorgione, une œuvre peut-être à identifier comme le Bravo de Vienne. Jusqu'en  1636,  la toile faisait partie des collections de Bartolomeo della Nave à Venise et en  1659,  elle a été achetée pour l'archiduc Léopold-Guillaume de Habsbourg. Mentionnée dans le Theatrum Pictorium, publié en 1660 par le peintre David Teniers le Jeune, elle était toujours attribuée à Giorgione.
L'Italien Cavalcaselle fut le premier à douter de l'attribution traditionnelle, redonnant l'œuvre à Giovanni Cariani. Wickhoff proposa alors Palma le Vieux, confirmé par L. Venturi et Bernard Berenson, tandis que Justi et Richter revenaient au nom de Giorgione, bien qu'avec quelques réserves. Adolfo Venturi proposa à nouveau Dosso Dossi et Wilde parlait lui du Maître de l'autoportrait. Ce n'est qu'en 1927 que Suida et Roberto Longhi donnèrent finalement le tableau au Titien, avec une date d'autour de 1520.
L'œuvre a été copiée par Antoine van Dyck dans un croquis, avec une disposition différente de la tête à droite : peut-être que la peinture originale a été retouchée au XVIIIe siècle.
Un exemplaire retravaillé, attribué à Pietro della Vecchia, se trouve à la galerie Doria-Pamphilj à Rome.

## Description et style
Deux personnages masculins émergent d'un fond sombre. Celui de droite est derrière et met une main sur le cou de celui de gauche, le faisant se tourner brusquement. Dans l'autre main, il cache un poignard ou une épée dont on ne voit que le manche, suggérant une embuscade. Dans la zone ombragée, sous la manche bleue de l'homme attaqué, on peut voir sa main droite tenant une arme à ses côtés.
Le garçon attaqué est un jeune homme aux longs cheveux blonds, avec une couronne de feuilles de vigne sur la tête et le visage en pleine lumière, représenté avec une physionomie intense. Le « Bravo », quant à lui, est représenté dans une ombre épaisse, d'où ressortent la manche en velours rouge aux coupes typiques de l'époque et aux reflets brillants de l'armure.
La scène représentée peut montrer l'arrestation de Bacchus (ou d'un disciple de Bacchus) par Penthée, roi de Thèbes (ou par un soldat de Penthée). La partie gauche du tableau a été découpée il y a des siècles. Cette pièce manquante a pu montrer l'homme blond tenant un thyrse. Une radiographie de l'homme de droite montre la tête de l'homme coiffé d'une couronne.